# Triton (vệ tinh)
Triton là vệ tinh tự nhiên lớn nhất của Sao Hải Vương và là vệ tinh đầu tiên của Sao Hải Vương được phát hiện. Nó được khám phá vào ngày 10 tháng 10 năm 1846 bởi nhà thiên văn học người Anh William Lassell. Đây là vệ tinh lớn duy nhất trong Hệ Mặt Trời có quỹ đạo nghịch hành, quỹ đạo theo hướng ngược với vòng quay của hành tinh. Với đường kính 2.710 kilômét (1.680 mi), đây là vệ tinh lớn thứ bảy trong Hệ Mặt Trời, vệ tinh duy nhất của Sao Hải Vương đủ lớn để ở trạng thái cân bằng thủy tĩnh và vệ tinh hành tinh lớn thứ hai so với hành tinh của nó, sau Mặt Trăng của Trái Đất. Do quỹ đạo nghịch hành và thành phần tương tự như Sao Diêm Vương, Triton được cho là một hành tinh lùn bị bắt từ vành đai Kuiper.

## Tên gọi
|  |  |

Triton được Camille Flammarion đặt tên theo vị thần biển Triton trong thần thoại Hy Lạp, con trai của thần Poseidon và nữ thần biển Amphitrite, năm 1880. Có lẽ hơi lạ là William Lassell, người phát hiện lại không đặt tên cho vệ tinh này vì chỉ vài năm sau, ông đã đặt tên cho những vệ tinh mới do ông phát hiện như mặt trăng thứ tám của Sao Thổ (Hyperion) và mặt trăng thứ ba và bốn của Sao Thiên Vương (Ariel và Umbriel).
Tuy nhiên chỉ đến khi mặt trăng thứ hai của Sao Hải Vương là Nereid được phát hiện thì Triton mới trở thành tên gọi chính thức của vệ tinh này.

## Quỹ đạo

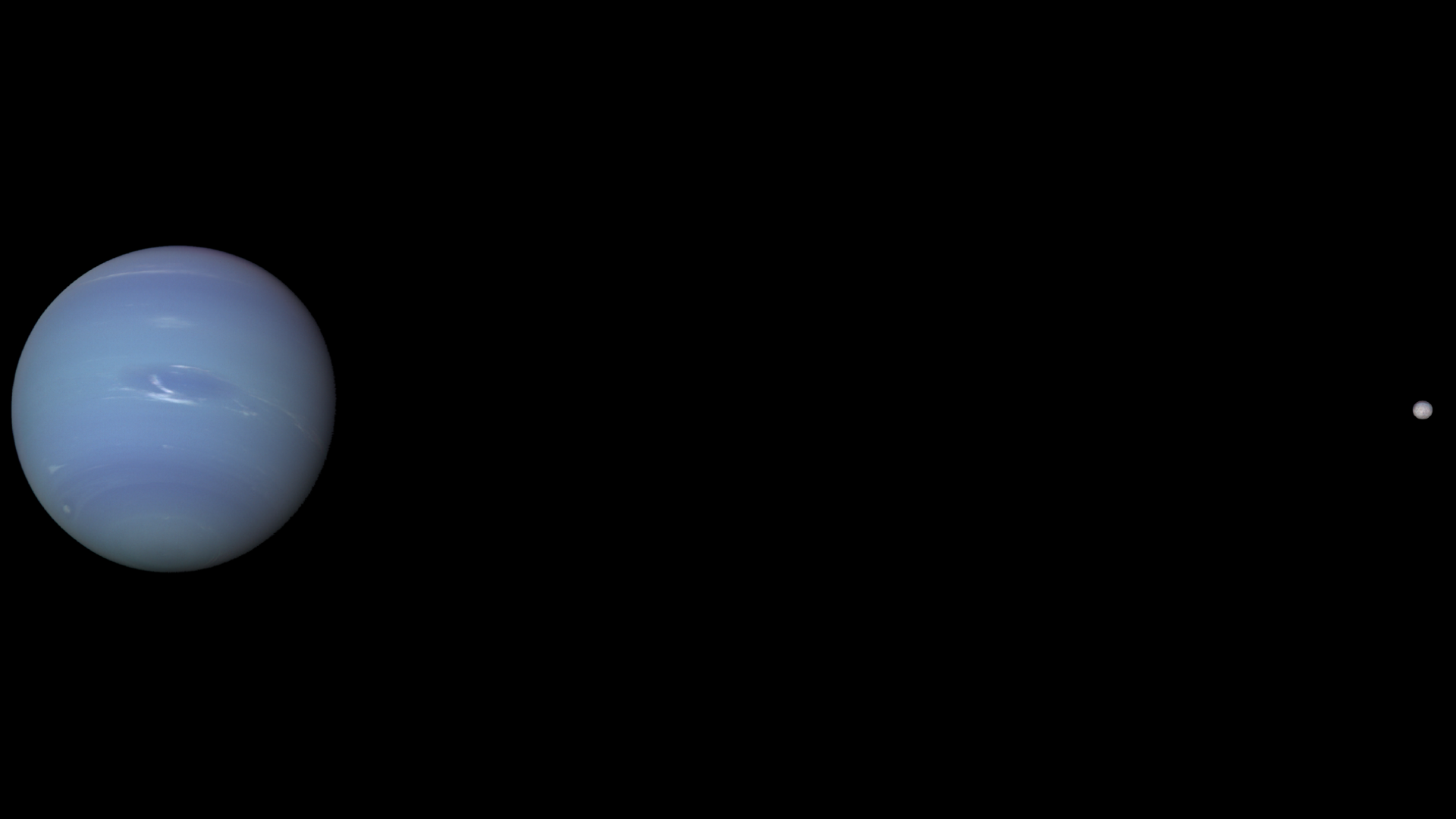
Hình ảnh so sánh kích thước và khoảng cách Sao Diêm Vương và Triton.

Triton là vệ tinh duy nhất trong số tất cả các mặt trăng lớn của hệ Mặt Trời có quỹ đạo nghịch hành xung quanh hành \tinh (tức là quỹ đạo của nó ngược với chiều quay của hành tinh). Những mặt trăng nhỏ ở xa Sao Mộc và Sao Thổ, cùng với ba mặt trăng ngoài cùng của Sao Thiên Vương cũng có quỹ đạo nghịch hành nhưng mặt trăng lớn nhất trong số đó (Phoebe) cũng chỉ có đường kính bằng 8% và khối lượng bằng 0.03% của Triton. Những mặt trăng có quỹ đạo nghịch hành không được hình thành từ cùng một miền của đám tinh vân tạo nên mặt trời với hành tinh của nó mà được "bắt" từ nơi khác. Điều này có thể giải thích một số đặc trưng của hệ Sao Hải Vương kể cả quỹ đạo hết sức kì lạ của mặt trăng ngoài cùng Nereid và bằng chứng về sự khác biệt trong lõi của Triton. Sự tương tự trong kích thước và thành phần của Triton đối với Sao Diêm Vương cũng như quỹ đạo kì lạ đi ngang Sao Hải Vương của Sao Diêm Vương phần nào gợi ý cho giả thuyết về nguồn gốc của Triton như một hành tinh giống Sao Diêm Vương.

## Tính chất vật lý

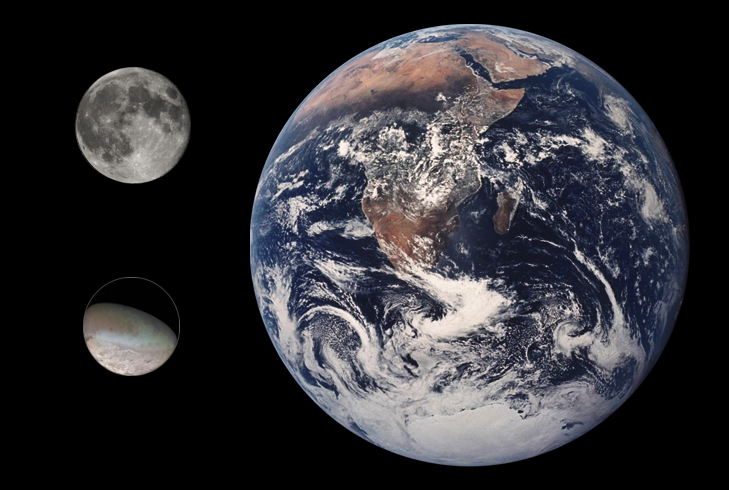
So sánh Triton, Mặt Trăng và Trái Đất

Triton là mặt trăng lớn thứ bảy và là thiên thể lớn thứ mười sáu trong Hệ Mặt Trời, thậm chí còn lớn hơn Sao Diêm Vương và Eris. Khối lượng của Triton lớn hơn 99,5% tổng khối lượng các thiên thể quay quanh Sao Hải Vương như các vành đai bao quanh hành tinh và 13 mặt trăng khác, Triton còn nặng hơn các mặt trăng kích thước nhỏ hơn trong Hệ Mặt Trời gộp lại. Mật độ của Triton là 2,05 g/cm³, cho thấy nó có thể chứa khoảng 25% là băng, chiếm còn lại là đá.
Bề mặt Triton bao phủ bởi một lớp băng nitơ trong suốt. Giống Sao Diêm Vương, lớp vỏ của Triton chứa gồm 55% băng nitơ và những hợp chất băng khác trộn vào nhau, 15-35% băng nước và 10-20% băng khô đông lạnh, cùng với lượng nhỏ mêtan và carbon monoxit. Trên bề mặt cũng chứa băng amoniac, và dihydrate phân bố trên thạch quyển. Diện tích bề mặt của Triton là 23 triệu km², bằng 15,5% diện tích phần đất liền trên Trái Đất. Suất phản chiếu của Triton luôn cao, độ sáng của nó chiếm 70% so với khi ánh sáng Mặt Trời chiếu lên Triton. Bề ngoài màu đỏ ửng của Triton là do băng mêtan hấp thụ bước sóng hồng ngoại.
Bởi bề mặt Triton trải qua bị nung chảy lâu dài, những mô hình về cấu trúc bên trong mặt trăng cho rằng bên trong Triton, giống với Trái Đất, gồm một lõi rắn, lớp manti và lớp vỏ. Nước chiếm hầu hết trên lớp manti, bao quanh vùng lõi chứa đá và kim loại. Có đủ đá bên trong Triton để phân rã phóng xạ để duy trì một đại dương nước ngầm cho đến hiện nay, giống như đại dương ngầm tồn tại bên dưới bề mặt Europa và một số thiên thể băng giá khác nằm ngoài Hệ Mặt Trời. Điều này được cho là không đủ để cung cấp năng lượng để tuần hoàn trong lớp vỏ băng giá của Triton. Tuy nhiên, các thủy triều nghiêng mạnh được cho là tạo ra đủ lượng nhiệt thêm vào để thực hiện điều này và tạo ra các dấu hiệu quan sát được về hoạt động địa chất trên bề mặt Triton trong gần đây. Những vật chất có màu đen được phun ra có khả năng chứa các hợp chất hữu cơ, và nếu nước lỏng có hiện diện trên Triton, người ta suy đoán rằng điều này có thể khiến nó có thể sống được đối với một số hình thức sự sống.

## Khí quyển

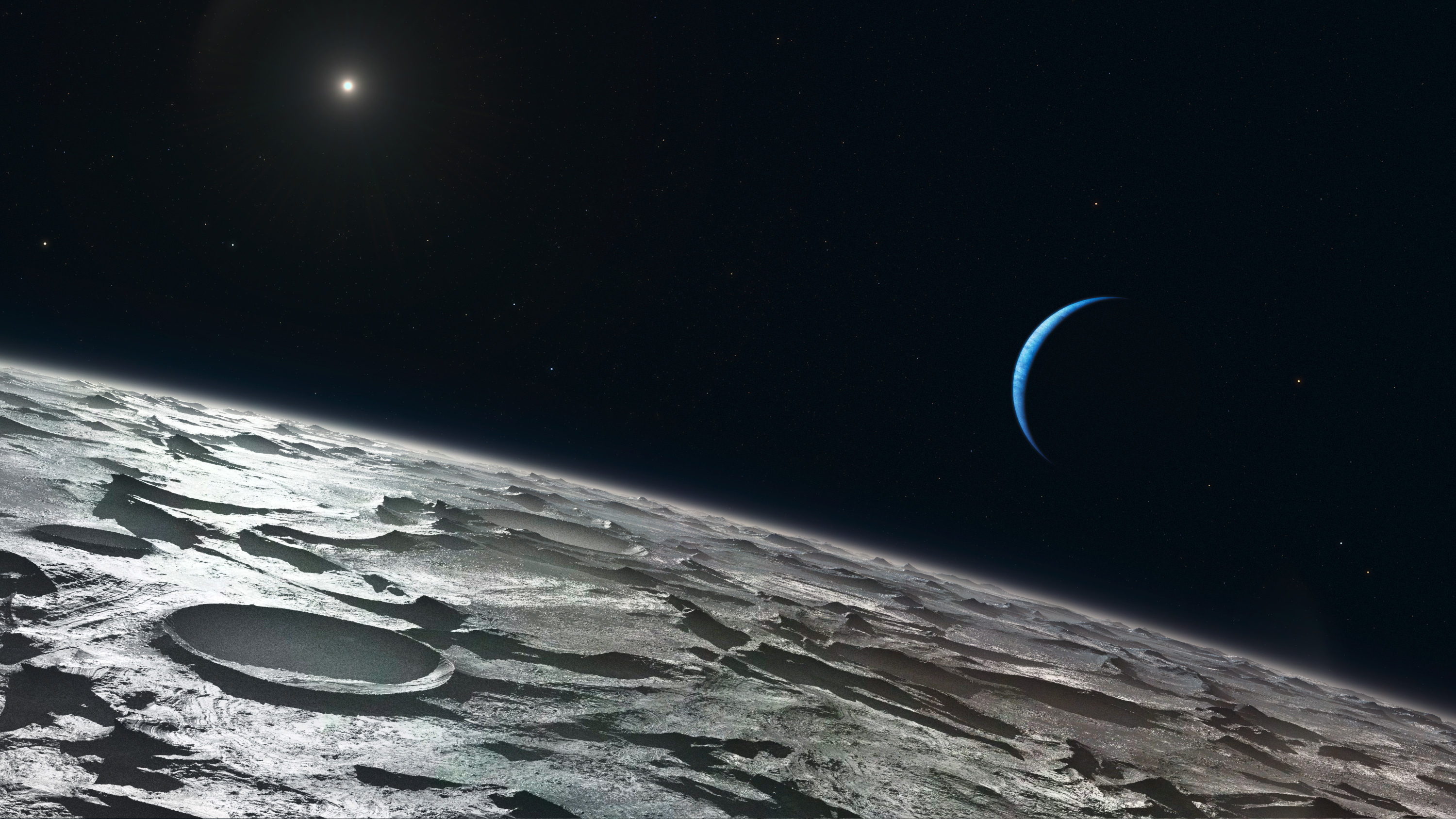
Hình minh họa của họa sĩ về bầu khí quyển mỏng của Triton.

Triton có khí quyển mỏng giàu nitơ, cacbon monoxit và lượng nhỏ khí mêtan. Cũng giống với khí quyển Sao Diêm Vương, khí quyển Triton được cho là do sự bốc hơi băng nitơ từ bề mặt của mặt trăng. Nhiệt độ bề mặt Triton là 35,6 K (-237,6 °C), bởi băng nitơ trên Triton ấm hơn, trong trạng thái kết tinh và giai đoạn chuyển tiếp giữa các khối băng nitơ và diễn ra tại nền nhiệt độ đó. Một giới hạn nhiệt độ ở ngưỡng 40 K có thể được tạo ra từ trạng thái cân bằng áp suất khí nitơ bay hơi trong khí quyển của Triton. Điều này khiến Triton lạnh hơn Sao Diêm Vương, thiên thể có nhiệt độ cân bằng trung bình là 44 K (-229 °C). Áp suất khí quyển trên bề mặt Triton nhỏ, chỉ khoảng 1,4-1,9 Pa (0,014-0,019 mbar).
Sự không đồng đều trên bề mặt Triton hình thành nên một tầng đối lưu có độ cao lên tới 8 km. Những dải hẹp (streaks) trên bề mặt Triton tạo ra bởi các mạch nước phun (geysers), điều đó cho rằng những cơn gió hoạt động theo mùa trên tầng đối lưu có khả năng chuyển dời vật chất có kích thước hơn 1 micromet. Không giống như khí quyển của các thiên thể khác, Triton không có tầng bình lưu, nhưng nó lại có một tầng thượng khí quyển nằm cách bề mặt 8–950 km, và trên cùng là ngoại quyển. Nhiệt độ khí quyển Triton ở ngưỡng 95 ± 5 K, cao hơn nhiệt độ bề mặt do Triton nhận lượng nhiệt từ không gian vũ trụ. Đám sương mù hiện diện trên tầng đối lưu Triton, chúng được cho là chứa chủ yếu hydrocarbon và nitrile được tạo thành bởi quá trình bức xạ Mặt Trời len lỏi vào khu vực chứa khí mêtan. Khí quyển Triton cũng xuất hiện những đám mây nitơ đặc nằm ở độ cao cách bề mặt 1 và 3 km. Trong thập niên 1990, các quan sát trên mặt đất khi Triton đi qua phía trước một ngôi sao. Một cuộc quan sát cho thấy có sự hiện diện của một lớp khí quyển còn đặc hơn lớp khí quyển được cho là ghi từ dữ liệu của Voyager 2. Quan sát khác cho thấy nhiệt độ tăng lên từ 5% trong giai đoạn 1989-1998. Các quan sát này cho thấy mùa hè trên Triton nóng bất thường, chỉ diễn ra vài trăm năm trong một lần. Các giả thuyết về sự nóng lên này bao hàm sự thay đổi về các mẫu băng nước trên bề mặt Triton và sự thay đổi của băng theo suất phản chiếu, dẫn đến việc hấp thụ lượng nhiệt nhiều hơn. Một giả thuyết khác lập luận rằng các thay đổi về nhiệt độ là kết quả của các trầm tích, vật chất màu đỏ sẫm tạo ra từ các quá trình địa chất trên bề mặt Triton. Bởi suất phản chiếu Bond của Triton cao nhất trong Hệ Mặt Trời, nó là nhạy cảm với biến đổi nhỏ trong quang phổ suất phản chiếu.

## Bề mặt

### Địa cực, đồng bằng và núi
|  |

### Địa hình
|  |  |

## Hình ảnh

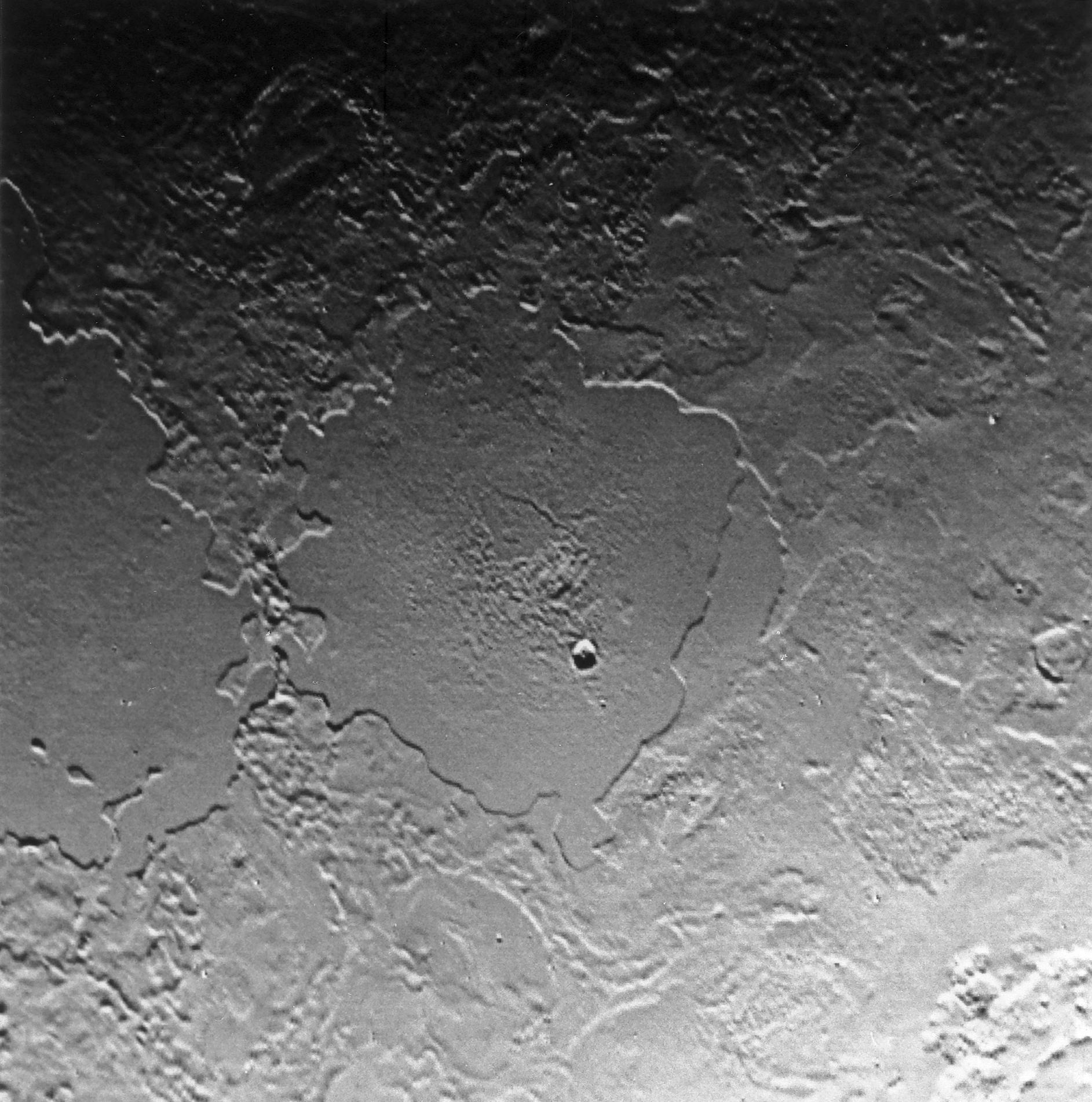
Một vài miệng núi lửa tồn tại trên Triton giải thích cho việc hoạt động địa chất dữ dội.
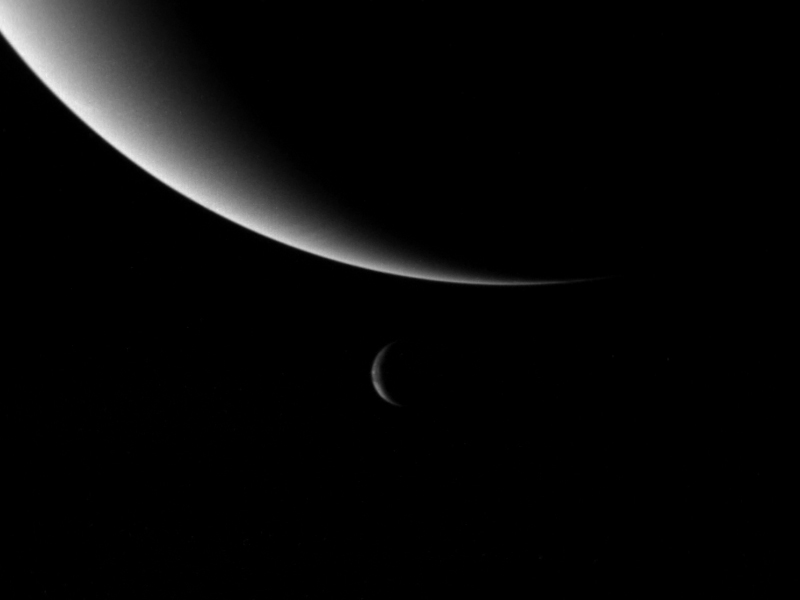
Sao Hải Vương và Triton được chụp bởi tàu Voyager 2 trong 3 ngày sau khi con tàu bay qua hành tinh.
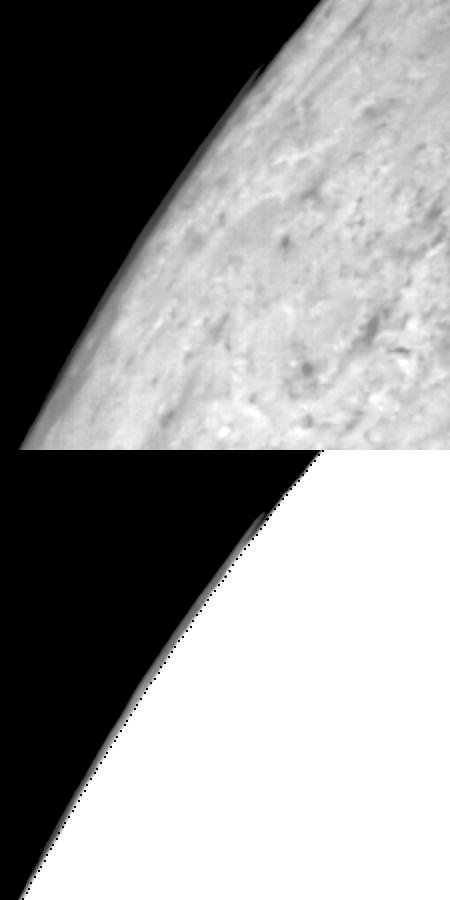
Đám mây ở phía trên phần rìa của Triton.